# الکساندرا شارل
الکساندرا شارل (سوئدی: Alexandra Charles؛ زادهٔ ۱۲ نوامبر ۱۹۴۶) مالک پیشین یک باشگاه شبانه مشهور اهل سوئد است. 
او در سال ۱۹۶۸ با همسر اولش «نوئل شارل»، یک رستوران-دیسکوتک به نام «الکساندراز» در مرکز شهر استکهلم بنیان نهاد که تا سال ۱۹۸۸ فعال بود. مشتریان این باشگاه شامل افراد مشهور و اعضای خانوادهٔ سلطنتی سوئد مانند کارل گوستاف شانزدهم و همچنین هنرمندانی چون آبا، بیورن بوری بودند. او ۴ مرتبه ازدواج کرد، اما همچنان از نام خانوادگی همسر اولش (که بعدها با سینتیا لنون همسر اول جان لنون ازدواج کرد) به‌عنوان نام خانوادگی خود استفاده می‌کند.
کارل گوستاف شانزدهم در سال ۲۰۱۵ به پاس خدمات او در زمینۀ سلامت و بهداشت زنان، مدالی به او اهدا کرد.